# The End We Start From
The End We Start From è un film del 2023 diretto da Mahalia Belo. 
La pellicola è l'adattamento cinematografico del romanzo La fine da cui partiamo di Megan Hunter.

## Trama
In un mondo devastato dagli effetti del cambiamento climatico, una giovane madre decide di lasciare una Londra allagata insieme al figlio neonato e dirigersi a Nord.

## Produzione
Nel 2017 la casa cinematografica di Benedict Cumberbatch acquistò i diritti del romanzo di Megan Hunter prima ancora che venisse pubblicato. Nel maggio 2022 è stato annunciato che Alice Birch avrebbe curato l'adattamento, mentre Mahalia Belo avrebbe diretto la pellicola con Jodie Comer nel ruolo della protagonista.
Le riprese principali si sono svolte a Londra e nell'Oxfordshire.

## Promozione
Il primo teaser trailer del film è stato pubblicato il 9 settembre 2023.

## Distribuzione
Il film è stato presentato in anteprima mondiale il 10 settembre 2023 in occasione del Toronto International Film Festival e distribuito nelle sale nordamericane l'8 dicembre successivo ed in quelle britanniche il 19 gennaio 2024.

## Accoglienza
Il film è stato accolto positivamente dalla critica. Sull'aggregatore di recensioni Rotten Tomatoes 82 critici esprimono un gradimento dell'89%, con un voto medio di 6.9 su 10; su Metacritic il voto medio di 25 critici è di 65/100.

## Riconoscimenti
- 2023 - British Independent Film Awards[9]
  - Candidatura per la miglior interpretazione protagonista a Jodie Comer
  - Candidatura per la miglior interpretazione non protagonista a Katherine Waterston
  - Candidatura per la miglior fotografia a Suzie Lavelle
  - Candidatura per i migliori costumi a PC Williams
  - Candidatura per il miglior montaggio a Arttu Salmi
  - Candidatura per i migliori effetti speciali a Theodor Flo-Groeneboom
  - Candidatura per la miglior colonna sonora ad Anna Meredith
  - Candidatura per la miglior scenografia a Laura Ellis Cricks
  - Candidatura per il miglior sonoro a Jens Rosenlund-Petersen, Amy Felton, Joe Jackson, Tim Cavagin, Lori Dovi